# 齋藤拳
齋藤 拳（さいとう げん）は、日本の俳優。神奈川県横浜市出身。エーライツ所属。身長179cm。血液型はB型。愛称は、"こぶし"や"ゲン"。

## 来歴
中学時代は、生徒会長や合唱コンクールの指揮者を務める。小学時代から野球が好きで、高校卒業まで本格的に取り組んでいた。
2021年、エーチームグループのオーディションに応募し芸能界入り。エーライツ所属となる。テレビCM「意識高すぎ！高杉くん」の「先生、観てるよね」篇』に出演。
2022年4月には初舞台「Juliet」で重岡雄太役を演じ、同年5月に舞台「六畳一間で愛してる」で佐藤丈治役を演じた。同年6月にはテレビドラマ「家政夫のミタゾノ」の最終話で覆面C役として登場している。
7月には舞台「野に咲く花なら」でとおる役を演じた。
2023年4月にはエーチームアカデミー公演 舞台「明日の詩〜思い出の写真」に兵藤陽介役として出演。
10月には舞台「OYUUGIKAI」に出演し、「ジャンピングスパイダー」では黒須瑠偉役を「名前のない一匹の猫」では少年役を「白雪姫」では小人(怠惰)を演じた。
11月には手越祐也「アダルトブルー」MVに出演。

## 出演

### ミュージックビデオ
- 手越祐也「アダルトブルー」 - 翼 役

### 映画
- 「これでいいのか〜柿崎ゆうじ短編作品集〜『嘘だろ』」 - カラオケ映像
- 「今夜、世界からこの恋が消えても」 - 湊陽高校生徒 役
- 「翔んで埼玉 〜琵琶湖より愛をこめて〜」

### 舞台
- 「OYUUGIKAI」 - 黒須瑠偉役、少年役、小人役(怠惰)
- 「明日の詩〜思い出の写真〜」(エーチームアカデミー公演) - 兵藤陽介 役
- 「野に咲く花なら」(ファーストピック主催公演) - とおる 役
- 「六畳一間で愛してる」(エアースタジオプロデュース公演) - 佐藤丈治 役
- 「Juliet」 - 重岡雄太 役

### テレビドラマ
- 「家政夫のミタゾノ」(8話) - 覆面C 役
- 「いちばん好きな花」 第7話
- 「春になったら」 第4話
- 「テッパチ!」
- Abema「覆面D」

### YouTube
- AOKI公式チャンネル「【入学式】スタイリッシュ男子必見 おすすめブランド」モデル

### アプリ
- Busuu日本語コンテンツ動画

### CM
- au TVCM「意識高すぎ！高杉くん「先生、観てるよね」篇
- 濃厚チョコブラウニーTVCM
- マクドナルドTVCM
- モンスト「超カンカン行こうぜ」
- 松井証券TVCM
- LAWSON TVCM